# Jacques Guittet
Jacques „Jack” Guittet (Casablanca, 1930. január 12. – Mignaloux-Beauvoir, 2025. január 16.) világbajnok, olimpiai bronzérmes francia tőr- és párbajtőrvívó. Felesége Françoise Gouny világbajnok tőrvívónő.